# Dinos LFA
Los Dinos Saltillo son un equipo mexicano de fútbol americano de la Liga de Fútbol Americano Profesional de México (LFA), fundado el 28 de septiembre de 2016 con sede en la ciudad de Saltillo, Coahuila. Fueron uno de los 2 equipos de la primera expansión de la liga en la temporada 2017.
Inicialmente jugaban sus partidos como local en el Estadio Olímpico de Saltillo, también conocido como "el desierto jurásico" que tiene una capacidad de 8,000 espectadores, esto debido a la remodelación que se le hizo durante el 2018 y la adicción de gradas móviles en la cabecera sur y norte para la temporada 2019. 
Actualmente juegan en el Estadio Francisco I. Madero con capacidad de 14,000 personas, originalmente hecho para beisbol fue adaptado para recibir los encuentros de football americano. 
Sus colores tradicionales son el Morado, el Negro Y el Blanco. Compiten en la División Norte de la Liga de Fútbol Americano Profesional de México (LFA). 
El equipo ha llegado en una ocasión al Tazón México, sin embargo aún no ha podido obtener el campeonato nacional.
Es uno de los equipos con más afición de la Liga de Fútbol Americano Profesional de México (LFA).

## Historia
El equipo fue fundado en septiembre de 2017 con el nombre de "Dinos", en semejanza del extinto equipo de Dinosaurios de Saltillo, que existiera de 1995 a 1996, y que fue campeón nacional en su último año en la Liga Master, antecedente histórico de la LFA. Fueron uno de los dos equipos de expansión de la Liga. Juegan en el Estadio Olímpico de Saltillo, también conocido como "el desierto jurásico".

### Dinos CoachGuillermo Ruiz Burguete

#### Temporada 2017
En su primera temporada, bajo la dirección del entrenador Guillermo Ruiz Burguete obtuvo un récord negativo de 2-5 en temporada regular, sin embargo, debido al sistema de competencia clasificó a postemporada. El 23 de abril de 2017, ganó el campeonato de la División Norte al vencer 13-10 a Raptors gracias a un gol de campo de último minuto, clasificando al Tazón México en su primer año, no obstante, fueron derrotados por Mayas en la gran final por 24-18 en el Estadio Jesús Martínez "Palillo" de la Ciudad de México ante 3,000 aficionados. 

### Dinos Coach  Carlos Cabral

#### Temporada 2018
Para la temporada 2018 el equipo fue franquiciado y llegó un nuevo personal de entrenadores encabezados por el HC Carlos Cabral, en la temporada regular tuvieron un récord positivo de 4-3, nuevamente clasificando a postemporada, en esta ocasión como primer lugar de división. En el campeonato de la División Norte fueron derrotados por Raptors por 6-21 en el Estadio Olímpico de Saltillo.

### Dinos Coach Gustavo Adame

#### Temporada 2019
En su cuarta campaña llegó un nuevo personal de entrenadores encabezados por el HC Gustavo Adame, en la temporada regular tuvieron un récord negativo de 3-5, aun así tuvo posibilidades de calificar a postemporada, sin embargo en los criterios de desempate de la LFA los Fundidores clasificarían a postemporada debido a los a que tenía más juegos ganados dentro de los equipos de la división, en esta ocasión se quedó como tercer lugar de división, evitando así que se clasificaran a postemporada por tercer año consecutivo.

## Estadísticas
| Temporada | Entrenador              | Temporada Regular | Temporada Regular | Temporada Regular  | Postemporada | Postemporada | Postemporada                                 |
| Temporada | Entrenador              | Récord            | Cociente          | Resultado          | Récord       | Cociente     | Resultado                                    |
| --------- | ----------------------- | ----------------- | ----------------- | ------------------ | ------------ | ------------ | -------------------------------------------- |
| 2017      | Guillermo Ruiz Burguete | 2-5               | 0.286             | 2do División Norte | 1-1          | 0.500        | Pierde ante Mayas el Tazón México II         |
| 2018      | Carlos Cabral           | 4-3               | 0.571             | 1.º División Norte | 0-1          | 0.000        | Pierde ante Raptors el Campeonato Divisional |
| 2019      | Gustavo Adame           | 3-5               | 0.375             | 3.º División Norte | —            | —            | No clasificó                                 |
| 2020      | Gustavo Adame           | 3-2               | 0.570             | 2do División Norte | —            | —            | —                                            |
| 2021      | Gustavo Adame           | 0-0               | 0.000             | —                  | —            | —            | —                                            |
| 2022      | Gustavo Adame           | 5-1               | 0.833             | 1.er Clasificado   | 0-1          | 0.000        | Pierde ante Gallos Negros la Semifinal       |
| 2023      | Gustavo Adame           | 7-3               | 0.700             | 2.º Clasificado    | 1-1          | 0.500        | Pierde ante Caudillos el Tazón México VI     |
| 2024      | Gustavo Adame           | 0-0               | 0.000             | —                  | —            | —            | —                                            |

     Temporada Cancelada

## Rivalidades

### DinosVSFundidores
La rivalidad entre Dinos y Fundidores, también llamada por algunos medios como el "clásico del Norte" es una de las más relevantes entre los equipos del norte de la república. La gran rivalidad de estos dos equipos se gesta desde la segunda temporada de la LFA (2017) año es que ambos ingresaron a la LFA.

### DinosVSRaptors
La rivalidad entre Dinos y Raptors, también llamada por algunos medios como el "clásico Jurasico" es una de las más relevantes entre los equipos con más afición de la Liga de Fútbol Americano Profesional de México (LFA). La gran rivalidad de estos dos equipos se gesta desde la segunda temporada de la LFA (2017) año es que Dinos se unió a la LFA.

## Afición
Los Dinos se caracterizan por tener una de las mejores aficiones de toda la LFA, esto se dio gracias a que el equipo siempre ha competido por el título llegando a un Tazón México y estando en pos temporada en todas las ediciones desde la creación de la LFA, hasta 2019, además de que Saltillo es una gran plaza para el Fútbol Americano. También ayudó la semejanza del extinto equipo de Dinosaurios de Saltillo, que existiera de 1995 a 1996 Lo cual hizo que la mayoría de aficionados se decidiera a seguirlos, además de tener grandes jugadores con los que la afición pudo identificarse.  

### Apodos
- La Ola Morada: este apodo es uno de los más característicos del club Apodo utilizado desde la primera temporada del club, debido que eran una de las grandes aficiones y siempre pintan su estadio de locales cuando juegan. Este también es debido al color Morado de su uniforme.

### La mascota
Desde 2017, la mascota oficial es Dinkie´ es la mascota de Dinos un es un triceratops es un Dinosaurio famoso. 
El cual actualmente se presenta durante los partidos de los Dinos en el Estadio Olímpico de Saltillo.

## Símbolos

### Escudo

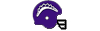
Casco Dinos

Desde su primer partido oficial de la historia, los Dinos han mantenido el actual escudo, y los colores originales. El diseño que portó el club fue desde su fundación hasta la actualidad es la figura de un Stegosaurus en color morado.
Este logo no es usado en el casco de los jugadores, se optó por otra opción la cual fue hacer la simulación de una cresta de Stegosaurus en el casco, el cual fue aceptado por la mayoría de los aficionados, siendo uno de los cascos más originales de la LFA.

## Jugadores

### Plantel actual
Roster de la Temporada actual
| N.°                | País                      | Posición     | Nombre                | Edad         | Equipo Colegial              |
| Quarterbacks       | Quarterbacks              | Quarterbacks | Quarterbacks          | Quarterbacks | Quarterbacks                 |
| ------------------ | ------------------------- | ------------ | --------------------- | ------------ | ---------------------------- |
| 8                  | Bandera de México         | QB           | Rodrigo Pulido        | 24 años      | Lobos BUAP                   |
| 10                 | Bandera de México         | QB           | Alejandro Esquer      | 30 años      | Potros ITSON                 |
| 12                 | Bandera de México         | QB           | Antonio Santana       | 31 años      | Lobos UAdeC                  |
| 13                 | Bandera de México         | QB           | Erick Niño de la Rosa | 29 años      | Linces UVM                   |
| Running Backs      |                           |              |                       |              |                              |
| 1                  | Bandera de México         | RB           | Omar Cojolum          | 35 años      | Linces UVM                   |
| 21                 | Bandera de México         | RB           | Joaquín González      | 33 años      | Auténticos Tigres UANL       |
| 27                 | Bandera de México         | RB           | Joan Medina           | 31 años      | Auténticos Tigres UANL       |
| 44                 | Bandera de México         | RB           | Diego Castillo        | 29 años      | Auténticos Tigres UANL       |
| Wide Receivers     |                           |              |                       |              |                              |
| 3                  | Bandera de México         | WR           | Gerardo Álvarez       | 36 años      | Lobos UAdeC                  |
| 4                  | Bandera de Estados Unidos | WR           | James Okike           | 33 años      | Dusseldorf Phanters          |
| 12                 | Bandera de México         | WR           | Sergio Cisneros       | 29 años      | Lobos UAdeC                  |
| 14                 | Bandera de México         | WR           | Enrique Barbosa       | 30 años      | Auténticos Tigres UANL       |
| 18                 | Bandera de México         | WR           | Fernando Gómez        | 30 años      | Auténticos Tigres UANL       |
| 19                 | Bandera de Estados Unidos | WR           | Dun Royshawn          | 28 años      | Dusseldorf Howart University |
| 22                 | Bandera de México         | WR           | Jesús Rendon          | 31 años      | Lobos UAdeC                  |
| 86                 | Bandera de México         | WR           | Manuel Martínez       | 32 años      | Águilas Blancas IPN          |
| Línea Ofensiva     |                           |              |                       |              |                              |
| 50                 | Bandera de México         | OL           | Carlos Mercado        | 31 años      | Borregos Salvajes MTY        |
| 53                 | Bandera de México         | OL           | Mariano Vargas        | 41 años      | Borregos ITESM México        |
| 54                 | Bandera de Canadá         | OL           | Ben Koczwara          | 29 años      | Waterloo University          |
| 55                 | Bandera de México         | OL           | Iván Barragan         | 32 años      | Auténticos Tigres UANL       |
| 69                 | Bandera de México         | OL           | Baldemar Cantu        | 39 años      | Auténticos Tigres UANL       |
| 73                 | Bandera de México         | OL           | Joaquín Davila        | 33 años      | Auténticos Tigres UANL       |
| 74                 | Bandera de México         | OL           | Michell López         | 33 años      | Auténticos Tigres UANL       |
| 78                 | Bandera de México         | OL           | Federico Flores       | 31 años      | Auténticos Tigres UANL       |
| 79                 | Bandera de México         | OL           | Jesús Esparza         | 39 años      | Auténticos Tigres UANL       |
| Línea Defensiva    |                           |              |                       |              |                              |
| 8                  | Bandera de México         | DL           | Ricardo Yañes         | 35 años      | Auténticos Tigres UANL       |
| 20                 | Bandera de Estados Unidos | DE           | Senquay Eichelberger  | 32 años      | Tennessee Tech               |
| 44                 | Bandera de México         | DL           | David Alanis          | 32 años      | Lobos UAdeC                  |
| 50                 | Bandera de México         | DL           | Jorge Beltran         | 38 años      | Borregos ITSEM Laguna        |
| 58                 | Bandera de México         | DL           | Alexandro Pérez       | 32 años      | Auténticos Tigres UANL       |
| 70                 | Bandera de Estados Unidos | DL           | Jadarius Cesar        | 30 años      | Luisiana Collage             |
| 92                 | Bandera de México         | DL           | Luis Lozano           | 33 años      | Auténticos Tigres UANL       |
| 99                 | Bandera de México         | DE           | Pedro Guerrero        | 33 años      | Auténticos Tigres UANL       |
| Linebackers        |                           |              |                       |              |                              |
| 2                  | Bandera de México         | LB           | Adrián Martínez       | 33 años      | Auténticos Tigres UANL       |
| 4                  | Bandera de México         | LB           | Gerardo Vélez         | 33 años      | Auténticos Tigres UANL       |
| 11                 | Bandera de México         | LB           | Daniel Carrete        | 35 años      | Auténticos Tigres UANL       |
| 36                 | Bandera de México         | LB           | Eduardo Camacho       | 40 años      | UMM                          |
| 41                 | Bandera de México         | LB           | Alejandro Sánchez     | 31 años      | Auténticos Tigres UANL       |
| 52                 | Bandera de México         | LB           | Lennin Ortiz          | 34 años      | Burros Blancos IPN           |
| 56                 | Bandera de Estados Unidos | LB           | Anthony Patrick Jr    | 28 años      | Bethel University            |
| Defensive Backs    |                           |              |                       |              |                              |
| 7                  | Bandera de México         | SF           | Guillermo Garza       | 39 años      | Jaguares UR                  |
| 10                 | Bandera de México         | DB           | Jorge Revuelto        | 34 años      | Águilas UACH                 |
| 13                 | Bandera de México         | DB           | Iván Sánchez          | 32 años      | Auténticos Tigres UANL       |
| 23                 | Bandera de México         | DB           | Alcides Benítez       | 33 años      | Auténticos Tigres UANL       |
| 24                 | Bandera de México         | DB           | Sergio Shaffino       | 32 años      | Borregos Salvajes MTY        |
| 25                 | Bandera de México         | DB           | Erick Cazares         | 32 años      | Auténticos Tigres UANL       |
| 26                 | Bandera de México         | DB           | Gustavo Hernández     | 29 años      | Auténticos Tigres UANL       |
| 31                 | Bandera de Estados Unidos | DB/LB        | Kelton Drew           | 29 años      | Western Kentucky             |
| 51                 | Bandera de México         | DB           | Andrés Castro         | 30 años      | Lobos UAdeC                  |
| 59                 | Bandera de México         | DB           | Luis Moreno           | 37 años      | Borregos Salvajes MTY        |
| Equipos Especiales |                           |              |                       |              |                              |
| 28                 | Bandera de México         | K            | Oscar Silva Reta      | 36 años      | Auténticos Tigres UANL       |

### Ganadores LFA Novato
| 2018 | Francisco Mata Charles #18 | QB |

### Jugadores Drafteados CFL
| Sergio Shiaffino        | DB | Winnipeg Blue Bombers | Practice squad |
| Daniel Carrete Landeros | LB | Edmonton Eskimos      | Baja (Lesión)  |
| Fernando Richarte       | WR | BC Lions              | Practice squad |
| Oscar Silva Reta        | K  | Calgary Stampeders    | Cortado        |
| Gerardo Álvarez         | WR | BC Lions              | Roster         |

## Uniforme
El uniforme de los Dinos se caracteriza por tener un diseño simple en color morado, con negro y el alternativo en blanco, además de que en algunas ocasiones se usaron diferentes combinaciones.  

### Uniformes anteriores
- 2016-2018

Uniformes históricos
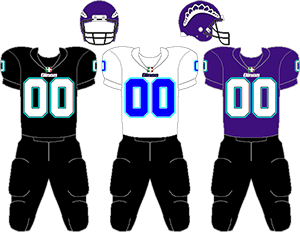
Temporadas 2016-2018

- 2019

Uniformes Dicass
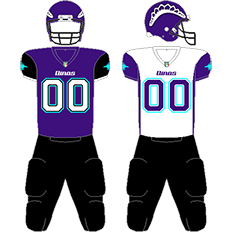
Uniformes temporada 2019

- 2020

Uniformes CDR
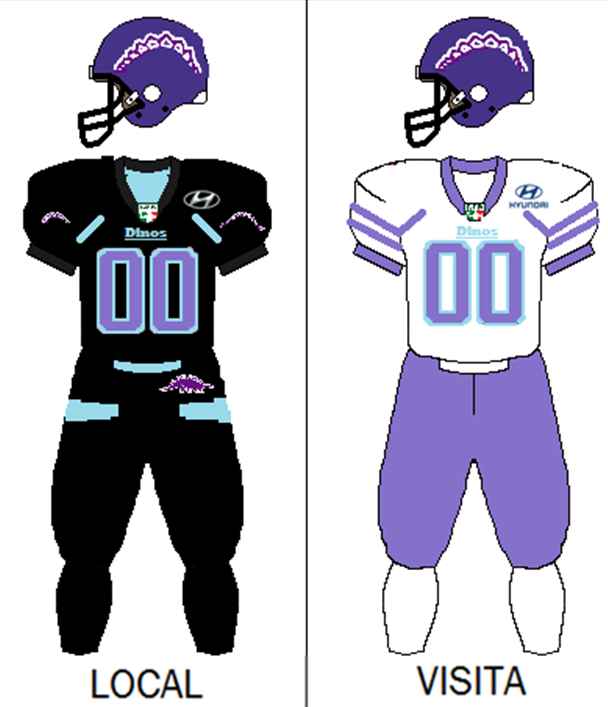
Uniformes temporada 2020-2022

- 2023

Uniformes Actuales
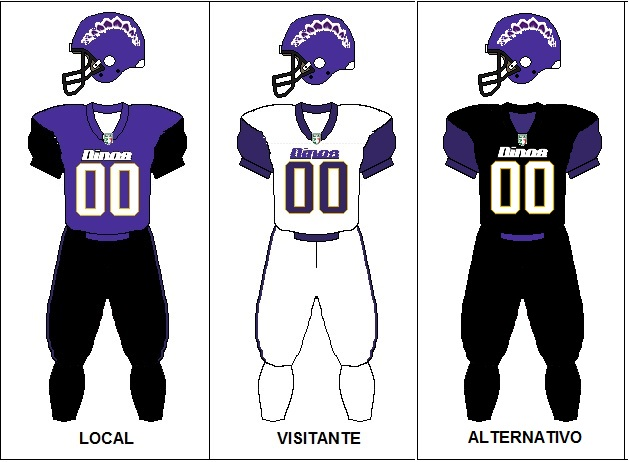
Uniformes temporada 2023

### Indumentaria
A continuación se enumeran en orden cronológico el fabricante de las indumentarias del club que ha tenido desde 2017.
| Período   | Proveedor     |
| --------- | ------------- |
| 2016–2018 | Under Armour  |
| 2019      | Dicass Sports |
| 2020-2023 | CDR Sports    |

En el año 2019 Dicass Sports la empresa deportiva proveerá al club de la indumentaria durante la temporada 2019, esto debido al incumpliemiento de la empresa provedora de la LFA(Laufton).

## Instalaciones

### Estadio Olímpico de Saltillo
El Estadio Olímpico de Saltillo es un recinto deportivo multiusos que se encuentra ubicado en la Ciudad de Saltillo, Coahuila, México. Forma parte del complejo integrado por la Ciudad Deportiva Francisco I. Madero  y por el Estadio Francisco I. Madero de béisbol. Se ubica en el Blvd. Nazario Ortiz Garza s/n esquina con David Berlanga en la Colonia Topochico en Saltillo, Coahuila, México. Tiene capacidad para 7,000 espectadores en sus gradas poniente y oriente.
Inicialmente fue la casa del equipo Dinos durante sus primeros años en la Liga de Fútbol Americano Profesional de México (LFA). 
Cuando juega Dinos, al estadio se le apoda "Desierto Jurásico", también incrementa su capacidad a 8,000 espectadores con la adición de gradas móviles en la cabecera sur y norte, además de la creación de la Fan Zone, donde los aficionados al deporte de las tacleadas podrán disfrutar un sinfín de actividades.

### Estadio Francisco I. Madero
El Estadio Francisco I. Madero es un estadio de béisbol que forma parte de la Ciudad Deportiva Francisco I. Madero en Saltillo, Coahuila, México.
Para los juegos de Dinos el campo de juego es adaptado para tener las medidas exactas.
Actualmente es casa de los Dinos de Saltillo.